# Martin Lowry
Thomas Martin Lowry ( 26. října 1874 – 2. listopadu 1936) byl anglický fyzikální chemik. Byl prvním učitelem chemie na lékařské fakultě, který byl jmenován univerzitním profesorem na Londýnské univerzitě, a prvním profesorem fyzikální chemie na univerzitě v Cambridgi. Byl zakládajícím členem a prezidentem (1928–1930) Faradayovy společnosti.
Studoval změny v optické rotaci způsobené kyselinami a zásadami katalyzovanými reakcemi derivátů kafru. K popisu tohoto jevu jako první použil termín mutarotace. Vyvinul Brønstedovu–Lowryho acidobazickou teorii s dánským fyzikem Johannesem Nicolausem Brønstedem (současně a nezávisle na něm).
Lowry publikoval několik stovek článků a několik knih. Jeho monografie z roku 1935 Optical Rotary Power byla dlouho považována za standardní práci na toto téma. Dvakrát byl nominován na Nobelovu cenu za chemii.

## Vzdělání
Lowry se narodil 26. října 1874 v Low Moor v hrabství Bradford v Yorkshiru v rodině pocházející z Cornwallu. Byl druhým synem reverenda E. P. Lowryho, který byl v letech 1892 až 1919 duchovním v Aldershotu. Vzdělání získal na Kingswood School v Bathu v hrabství Somersetu a poté na Central Technical College v South Kensingtonu. Od mládí projevoval nadání pro přírodní vědy a rozhodl se stát se chemikem.
V roce 1899 získal titul DSc na Londýnské univerzitě a čestný titul M.A. na univerzitě v Cambridge. V letech 1896 až 1913 byl Lowry asistentem Henryho Edwarda Armstronga, který se zajímal především o organickou chemii, ale také o ionty ve vodných roztocích.
V roce 1904 se oženil s dcerou reverenda C. Wooda a měl s ní dva syny a dceru.

## Kariera

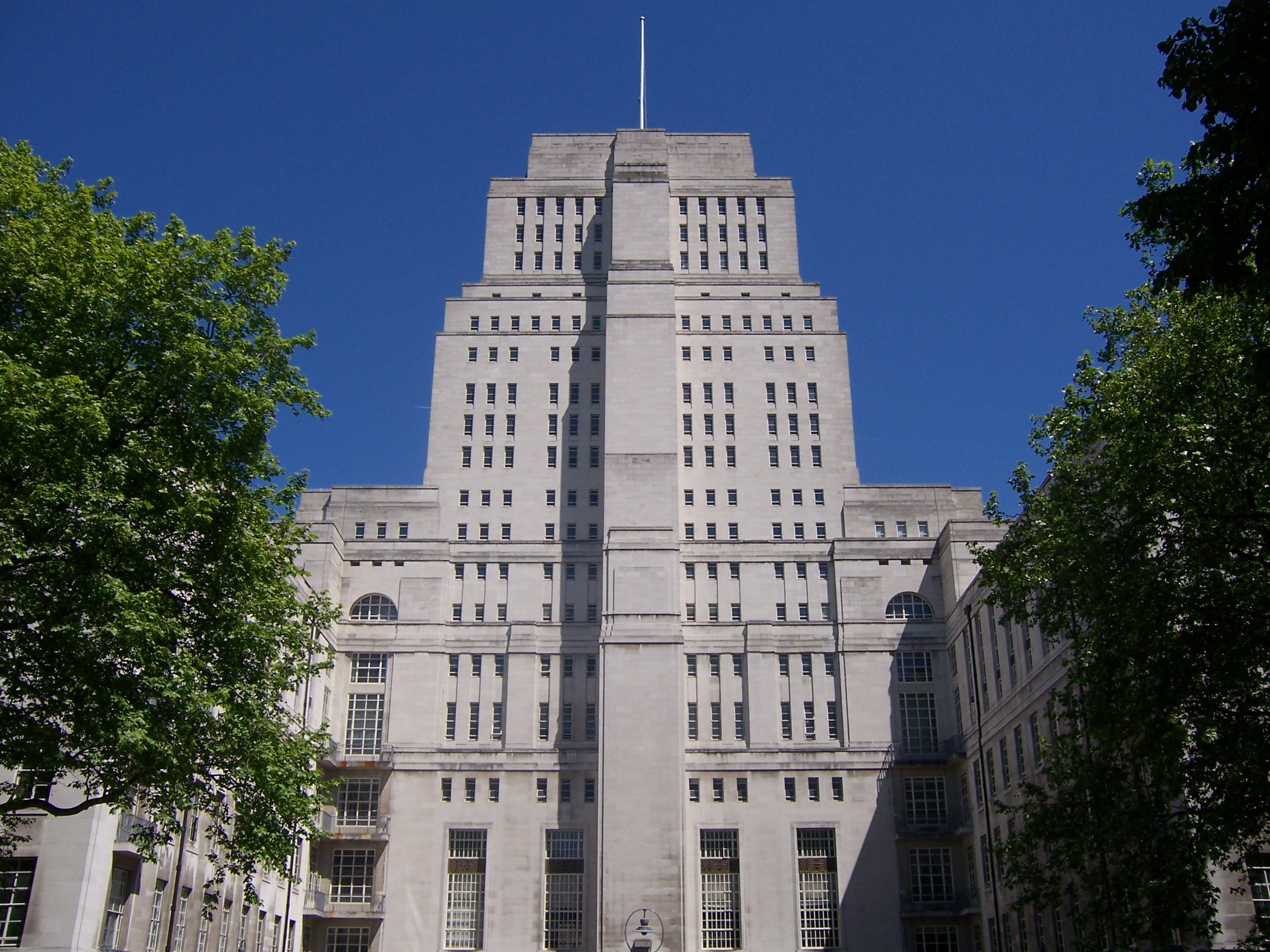
Londýnská univerzita

- Londýnská univerzitaV letech 1904 až 1913 pracoval jako lektor chemie na Westminster Training College.
- V roce 1903 byla založena Faradayova společnost, Lowry se stal jejím aktivním členem a v letech 1928 až 1930 působil jako její předseda.
- V roce 1913 byl se stal vedoucím chemického oddělení v Guy's Hospital Medical a stal se tak prvním učitelem chemie na lékařské fakultě, který byl jmenován univerzitním profesorem na Londýnské univerzitě.
- V roce 1914 byl zvolen členem Královské společnosti.[2]
- Během první světové války sloužil Lowry v různých funkcích na podporu vítězství ve války, včetně funkce ředitele plnění dělostřelecké munice v letech 1917 až 1919, pracoval pro Výbor pro zákopovou válku, Výbor pro chemickou válku a Výbor pro výzbroj. Za tuto službu byl vyznamenán anglickým Řádem britského impéria a italským Řádem svatého Mořice a Lazara.
- V roce 1920 se stal prvním profesorem fyzikální chemie na univerzitě v Cambridgi a tuto pozici zastával až do své smrti.[2]
- Dostal čestné doktoráty z univerzit v Bruselu a Dublinu.

## Výzkum

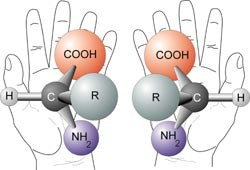
Ukázka chirální organické sloučeniny (aminokyselina). Změny v optické rotaci způsobují především chirální organické látky obsahující atomy, které mají své sousedy navázány zrcadlově asymetricky.

### Optická rotace a mutarotace
V roce 1898 si Lowry všiml změny optické rotace nitro-d-kafru s časem. Začal proto studovat změny v optické rotaci způsobené kyselinami a zásadami katalyzovanými reakcemi derivátů kafru. Při pohledu na zdroj světla může být rotace roviny polarizace buď doprava (d-rotační - ve směru hodinových ručiček) nebo doleva (l-rotační - proti směru hodinových ručiček) v závislosti na tom, který stereoizomer je dominantní. Například sacharóza a kafr jsou d-rotační, zatímco cholesterol je l-rotační.
K popisu tohoto jevu jako první použil termín mutarotace (spontánní změna úhlu optické rotace roztoku opticky aktivní látky od okamžiku přípravy roztoku do okamžiku, kdy je dosaženo pevné hodnoty úhlu).

### Teorie kyselin a zásad
V roce 1923 ho poznatky získané studiem o změně optické rotace roztoků vedly k formulaci protonické definice kyselin a zásad, nyní známé jako Brønstedova–Lowryho acidobazická teorie (také Brønstedova–Lowryho teorie kyselin a zásad). Dánský fyzik Johannes Nicolaus Brønsted vyslovil tuto teorii nezávisle a současně s ním, proto je přisuzována oběma stejným dílem.
Brønstedova–Lowryho teorie považuje za kyselinu látku, která je schopna odevzdat proton (donor protonu) a za zásadu látku, která je schopna proton přijmout (akceptor protonu). Každá kyselina je spojená s odpovídající zásadou, se kterou tvoří konjugovanou dvojici. To v důsledku znamená, že látka může být donorem i akceptorem protonu v závislosti na vlastnostech druhého člena konjugované dvojice. Obecně pak platí, že látky se chovají jako kyseliny jen v přítomnosti zásady a naopak.